# FC Chitá
El FC Chita (en ruso: ФК «Чита́») es un club de fútbol ruso de la ciudad de Chitá, fundado en 1974 como FC Lokomotiv Chita (ФК «Локомотив» Чита). El club disputa sus partidos como local en el estadio Lokomotiv y juega en la Segunda División de Rusia, el tercer nivel en el sistema de ligas ruso.

## Historia
El fútbol en Chitá fue oficialmente representado por primera vez en la liga soviética en 1937, cuando la DKA jugó en el Grupo D. Después de una aparición más ocasional en 1946 (por Dynamo), la ciudad estuvo representada en la liga desde 1957. Muchos nombres diferentes se usaron para el equipo de Chitá:
- DKA antes de 1945
- Dynamo en 1946–1956
- OSK en 1957
- SKVO en 1957–1959
- SKA en 1960 y 1967–1973
- Zabaykalets en 1961–1966

El mejor resultado fue el campeonato de liga del SKA en la zona 6 en 1967 y su 7ª posición en la clase B subsiguiente en el torneo final.

### Lokomotiv Chitá
En 1974 fue fundado el FC Lokomotiv Chita y hay fuentes que discrepan sobre si el Lokomotiv es una continuación de los anteriores clubes de Chitá. El Lokomotiv jugó en la Segunda Liga Soviética en 1974-1977 y en 1984-1991.
Después de la disolución de la URSS, el Lokomotiv entró en la Primera División de Rusia, donde jugó hasta 2005. Los mejores resultados del Lokomotiv fueron la 3ª posición en la zona oriental en 1992 y la 8ª posición en la liga nacional en 1995, 1997 y 2000. El Lokomotiv fue el único equipo que se mantuvo en la Primera División durante los primeros 14 años de su existencia.

### Exclusión del club (2006)
El 14 de febrero de 2006, al Lokomotiv y al Alania Vladikavkaz se les negó las licencias profesionales por Liga de Fútbol Profesional (PFL) y quedaron excluidos del fútbol profesional por irregularidades judiciales. El 22 de febrero de ese mismo año, la PFL decidió sustituir al Alania y Lokomotiv por Lada Togliatti y Mashuk-KMV Pyatigorsk, los subcampeones de la segunda división. La Unión de Fútbol de Rusia no ratificó la exclusión y el 28 de febrero decidió mantener al Alania y l Lokomotiv en la Primera División, dándoles otra oportunidad de cumplir con los requisitos de la liga. En consecuencia, el 6 de marzo, la PFL decidió ampliar la Primera División de 22 a 24 clubes, incluyendo al Alania, Lokomotiv, Lada, y Mashuk-KMV.
Sin embargo, el 20 de marzo, la Unión de Fútbol de Rusia finalmente decidió excluir al Alania y al Lokomotiv de la liga. Esta decisión fue anunciada por la Liga de Fútbol Profesional, el 21 de marzo, cinco días antes del inicio de la Primera División.
El Lokomotiv sufrió una reorganización, fue renombrado a su denominación actual, FC Chita, y el 4 de abril fueron admitidos en la segunda división rusa. El FC Chita se proclamó campeón Segunda División, zona Este (Vostok), en 2008 y ascendió a la Primera división de Rusia, el segundo nivel de ligas, en la temporada 2009. Sin embargo, el FC Chita descendió de nuevo a Segunda División tras finalizar la Primera División como 17º clasificado.

## Jugadores
Actualizado el 3 de septiembre, según sitio oficial de la liga (enlace roto disponible en Internet Archive; véase el historial, la primera versión y la última)..